# Älvsjöskogen
Älvsjöskogen utgör ett grönområde bestående av skogs- och ängsmark samt ett naturreservat beläget längs Västra stambanan söder om Älvsjö station i stadsdelen Älvsjö i Söderort i Stockholms kommun. Området är beläget i Brännkyrka socken i Södermanland (Stockholms län). Älvsjöskogen delas av stambanans fyra spår i en västlig och östlig del som sträcker sig fram till Huddingevägen i öster. På västra sidan gränsar området till Älvsjös villabebyggelse och vid den södra kanten går gränsen till Huddinge kommun (Stuvsta). Området är omgivet av bebyggelse men är i visuell mening ganska vildmarksliknande. Tillsammans med Sätraskogens naturreservat utgör Älvsjöskogen ett av Söderorts viktigaste rekreationsområden för skogsupplevelser.
Älvsjöskogen utgör det största obebyggda området i det tidigare Älvsjö stadsdelsområde omfattande totalt 102 ha. Marken ägs av Stockholms kommun och Svenska kyrkan. I områdets norra ände ligger Älvsjö gamla idrottsplats medan den södra änden sträcker sig ner till närheten av vägen Korkskruven. Genom Älvsjöskogen fanns ett numera slopat vägreservat för Salemsleden. Väster om järnvägen ansluter Hagsätraskogens naturreservat som inrättades 2021.

## Området

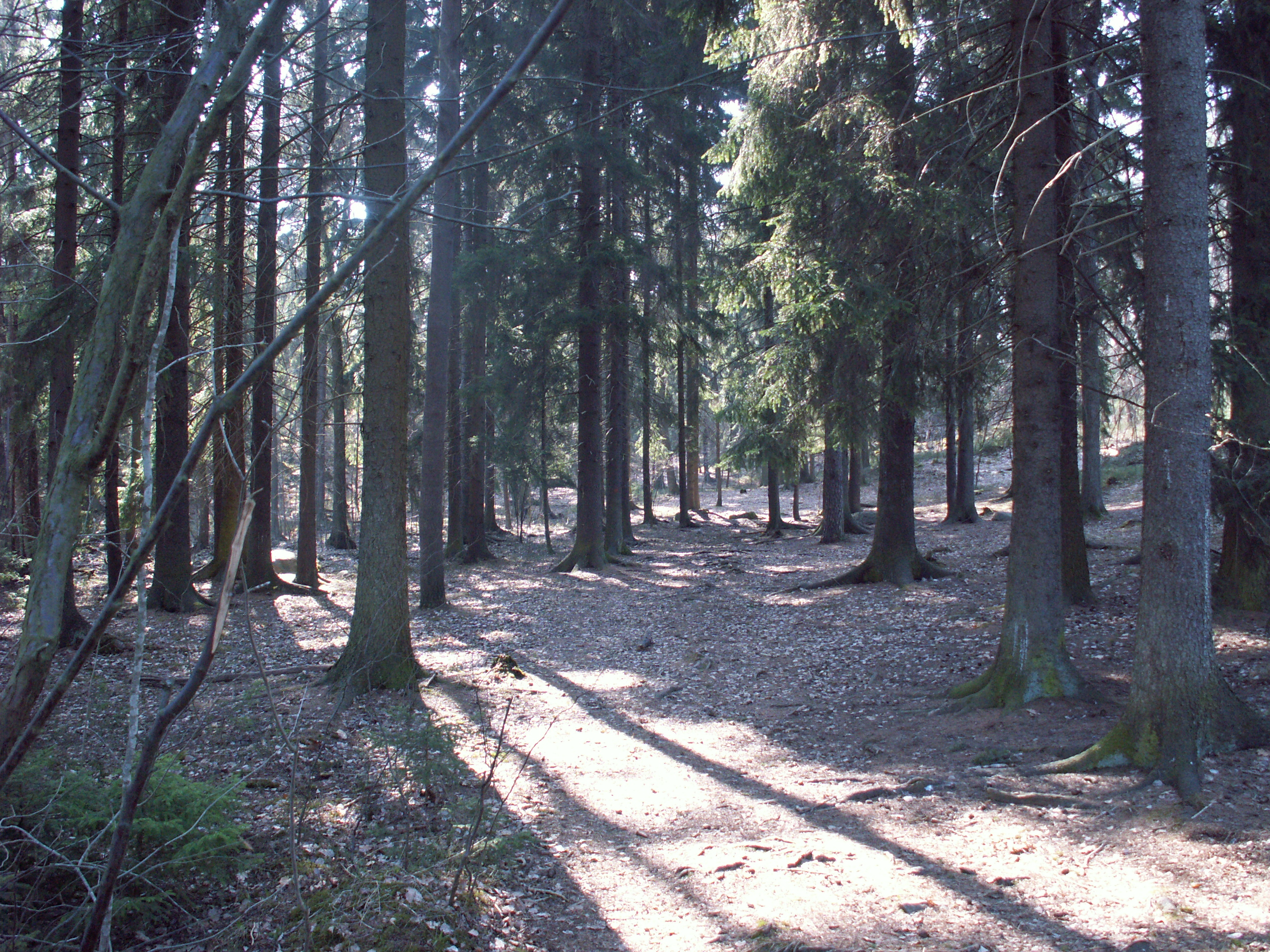
Älvsjöskogen, del av motionsslinga

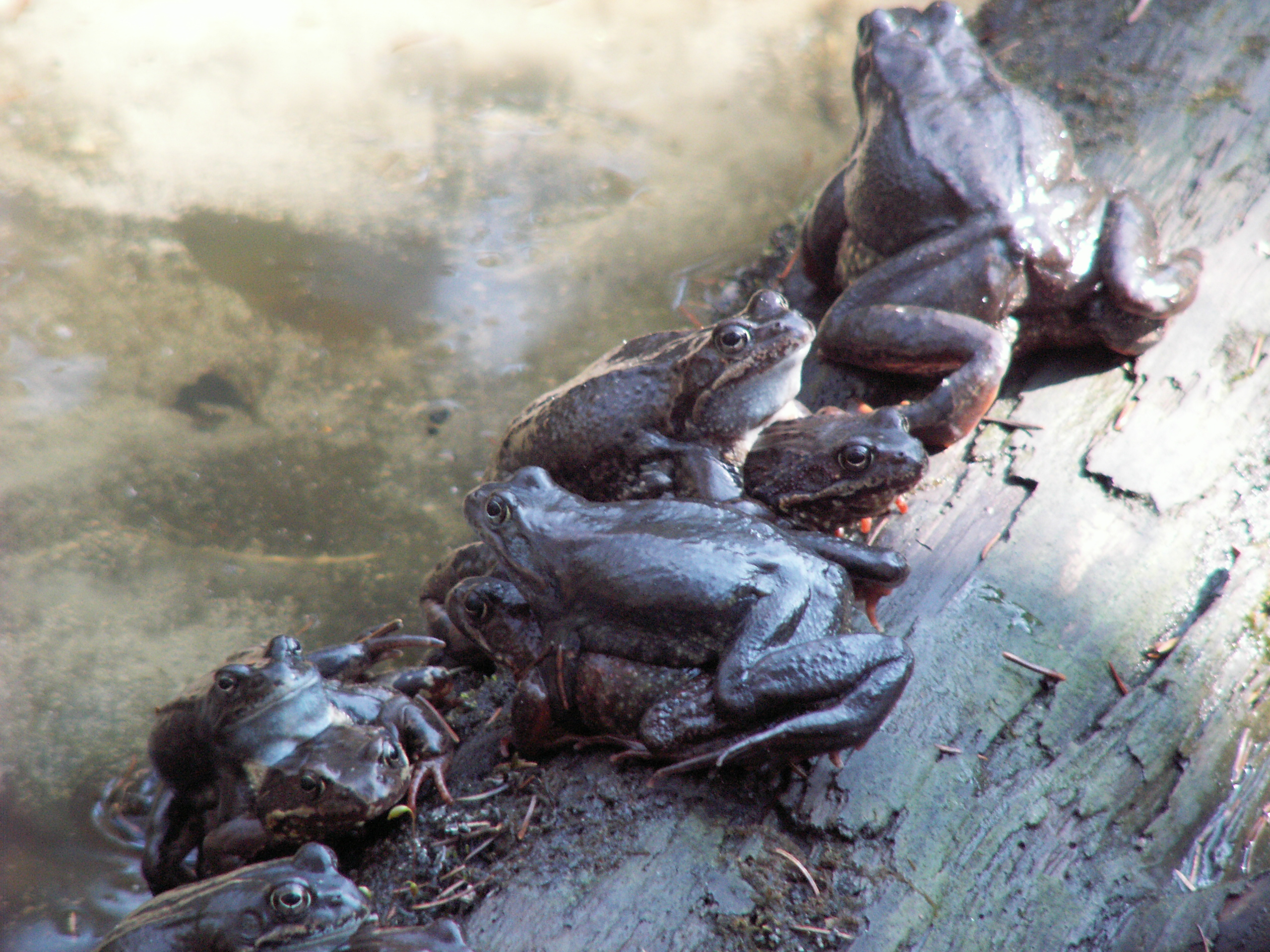
Grodors parningslek i Alkärret, april 2009

Skogen sträcker sig på båda sidor om stambanan, där den mindre delen, Östra Älvsjöskogen omfattar 39,9 ha. I direkt anslutning till områdets västra gräns gick gamla Göta landsväg med anor före Stockholms grundande. Älvsjöskogen illustrerar, ovanligt nära Stockholms centrum (cirka 10 km), den ursprungliga Södertörnsnaturen med dess karaktäristiska sprickdalsgenombrutna landskap. Den närliggande landsvägen utgjorde Stockholms enda landförbindelse söderut till kontinenten från vikingatid till 1600-talet. Skogen har vidare bevarat det gamla bondesamhällets karaktär där man plockhögg för husbehov och där inslaget av lövskog var rikligt. Man vet från de äldre lövträd som nu trängts undan av mer snabbväxande gran att Älvsjöskogen tidigare var mer öppen med kor på skogsbete. På döda björkar kan man finna fnösktickan, Fomes fomentarius, där man i det gamla bondesamhället använde fnösket i dessa svampar till hjälp i eldstäder.
Området är ett av sju områden (tillsammans med bland annat Norra Djurgården, Södra Djurgården med Ladugårdsgärde, Årstaskogen med Årsta holmar) i Stockholm som är under beredning avseende naturreservatsstatus. Efter ett flertal motioner under 1990-talet beslöt kommunalfullmäktige att ge Stadsbyggnadskontoret, i samarbete med gatu- och fastighetskontoret, i uppdrag att skydda hela Älvsjöskogen som naturreservat redan år 1998. Ärendet är komplicerat då Stockholms stift även är markägare samt att området är attraktivt för exploatering tack vare närheten till Älvsjö station. Under senare delen av 2009 lyckades områdets villaföreningar dock stoppa en tänkt radhusbebyggelse i anslutning till områdets södra del, vid vägen Korkskruven.
Skogsområdet är identifierat av Stockholms kommun som av avgörande betydelse för Stockholms biologiska mångfald, området fungerar nämligen som spridningsväg mellan Stockholms och angränsande kommuners naturområden. Det främsta "grönstråket" i området är stråket mellan sjön Gömmaren i Huddinge kommun via Långsjön, Älvsjöskogen, Rågsveds friområde och bort mot sjön Magelungen, se vidare nedan refererade länkar. 
Ett mindre markerat stråk, där Älvsjöskogen också ingår, utgörs av ett stråk bort mot Mälaren via Långbroparken, Kerstin Hesselgrens park i Fruängen samt Mälarhöjden. Ytterligare ett stråk, i annan riktning, utgörs av stråket mot Årstafältet via Älvsjöbadet, sammanbindande smala gröna stråk utmed Huddingevägen och Åbyvägen, Sjöängen och förbi Östberga.

## Fauna
I Älvsjöskogen finns goda möjligheter rörande föda samt övervintringsmöjligheter för groddjur. Alkärret i Älvsjöskogen utgör den enskilt individrikaste lekplatsen för vanlig groda inom Stockholms stad. Sedan ett antal år bidrar boende i områdena Herrängen och Långsjö aktivt med att skydda grodorna i samband med den stora vandringen av många tusen grodor från Älvsjöskogen till Långsjön. Aktionsgruppen "Rädda Långsjöns grodor" bedriver sedan 2003 ett organiserat arbete för detta. Området innehåller också den stora svarta hackspetten spillkråka. Den observanta besökaren kan spåra Spillkråkans framfart genom granar där det friska virket upphackats till kärnan i jakten på hästmyror.

## Fritid och rekreation
Som rekreationsområde innefattar Älvsjöskogen ett upptagningsområde om cirka 23 000 invånare, då enbart Stockholms kommun inräknat. Skogen innehåller två motionsslingor om 2,0 km respektive 3,8 km, i övrigt är ingreppen i skogen små. Båda slingorna utgör numera elljusspår sedan 2011. Den längre slingan löper parallellt längs stambanan ner till närheten av gränsen mot Huddinge kommun och vägen Korkskruven för att sedan vända norrut, bland annat passerande Alkärret, för att slutas vid Älvsjö gamla idrottsplats i områdets norra del. Anslutningen till idrottsplatsen utgör också plats för stadsdelsområdets största valborgsmässofirande.

## Naturreservat
Beslut fattades av Stockholms kommunfullmäktige i december 2015 om att göra västra delen av Älvsjöskogen till naturreservat. Beslut om ett naturreservat i östra delen, Hagsätraskogens naturreservat, beslöts 2021.

## Andra stadsnära skogar i Söderort
- Fagersjöskogen
- Hagsätraskogen
- Hemskogen
- Majroskogen
- Solbergaskogen
- Svedmyraskogen
- Sätraskogen
- Årstaskogen